# Straßenbahn Schleswig
| \| \| 0,0 \| Rathausmarkt \| Rathausmarkt \| \| \| \| Ausweiche Stadtweg \| \| \| \| \| Ausweiche Lollfuß \| \| \| \| \| Ausweiche Damm \| \| \| \| \| Ausweiche Friedrichsberg \| \| \| \| 3,80,0 \| \| \| \| \| 4,3 \| Taubstummenanstalt \| Taubstummenanstalt \| \| \| 0,5 \| Bahnhof Schleswig (20. Januar 1892–) \| Bahnhof Schleswig (20. Januar 1892–) \| |        |                                      |                                      |
| U-Bahn-Kopfbahnhof Streckenanfang (Strecke außer Betrieb) | 0,0    | Rathausmarkt                         | Rathausmarkt                         |
| U-Bahn-Überleitstelle / Spurwechsel (Strecke außer Betrieb) |        | Ausweiche Stadtweg                   | Ausweiche Stadtweg                   |
| U-Bahn-Überleitstelle / Spurwechsel (Strecke außer Betrieb) |        | Ausweiche Lollfuß                    | Ausweiche Lollfuß                    |
| U-Bahn-Überleitstelle / Spurwechsel (Strecke außer Betrieb) |        | Ausweiche Damm                       | Ausweiche Damm                       |
| U-Bahn-Überleitstelle / Spurwechsel (Strecke außer Betrieb) |        | Ausweiche Friedrichsberg             | Ausweiche Friedrichsberg             |
| U-Bahn-Strecke von links (außer Betrieb) · U-Bahn-Abzweig geradeaus und nach rechts (Strecke außer Betrieb) | 3,80,0 |                                      |                                      |
| U-Bahn-Strecke (außer Betrieb) · U-Bahn-Kopfbahnhof Streckenende (Strecke außer Betrieb) | 4,3    | Taubstummenanstalt                   | Taubstummenanstalt                   |
| U-Bahn-Kopfbahnhof Streckenende (Strecke außer Betrieb) | 0,5    | Bahnhof Schleswig (20. Januar 1892–) | Bahnhof Schleswig (20. Januar 1892–) |

Die Straßenbahn Schleswig verband von 1890 bis 1909 als Pferdebahn und von 1910 bis 1936 als elektrische Straßenbahn die damalige Hauptstadt der Provinz Schleswig-Holstein mit dem örtlichen Bahnhof der Staatsbahn. Ab 1902 übernahm die Stadt Schleswig die Betriebsführung der Straßenbahn, die nunmehr als Städtische Straßenbahn Schleswig firmierte.

## Geschichte
Die König Frederik VII.-Südschleswigsche Eisenbahn führte ihre 1854 eröffnete Strecke Husum–Rendsburg rund zwei Kilometer westlich der heutigen Hauptbahntrasse an Schleswig vorbei, für das die Station Klosterkrug-Schleswig eingerichtet wurde. Von dort zweigte seit dem 1. Juni 1858 die fast 5 Kilometer lange Strecke der Schleswig-Klosterkruger Eisenbahn zur Stadt hin ab. Nachdem die Hauptstrecke begradigt worden war, befand sich ab 29. Dezember 1869 der Schleswiger Bahnhof im Stadtteil Friedrichsberg etwa drei Kilometer Luftlinie vom Zentrum der Altstadt entfernt.
Zwar war ein Teil der alten Trasse der Schleswig-Klosterkruger Eisenbahn liegen geblieben, jedoch wurden hier erst ab 15. Mai 1881 durch die Schleswigsche Eisenbahn wieder Personenzüge auf der „Schleibahn“ von Friedrichsberg zur Altstadt gefahren, die bald nicht mehr den steigenden Bedürfnissen nach häufigen Verbindungen zwischen Stadt und Bahnhof genügten. Der Fahrplan vom 1. Mai 1897 wies täglich fünf Zugpaare auf.

### Pferdebahn
Am 12. August 1881 wurde aus der Bürgerschaft der Antrag zur Gründung einer Pferdestraßenbahn gestellt. Dieser Antrag scheiterte jedoch beim Magistrat.
In einem zweiten Anlauf wurde die Schleswiger Straßenbahngesellschaft am 14. Januar 1888 gegründet. Zweck der Gesellschaft war der Betrieb einer Pferdebahn vom Großen Markt (Rathausmarkt) bis zur Taubstummenanstalt (jetzt Bugenhagenschule) mit Abzweigung zum Personenbahnhof. Die Strecke war 4300 Meter lang. Zum Betrieb waren anfangs drei einspännige und ein zweispänniger Wagen, zwölf Perde, Pferdegeschirre, Stallgerät, Decken und eine Häckselmaschine notwendig. Das Personal bestand aus einem Inspektor, vier Kutschern, einem Konduktör, zwei Stallknechten und zwei Arbeitern. Die Wagen hatten 12 Sitze und 4 Stehplätze, der zweispännige Wagen konnte 20 Personen mit Gepäckstücken aufnehmen.
So eröffnete die Schleswiger Straßenbahn-Gesellschaft am 5. Juli 1890 die eingleisige Pferdebahn mit mehreren Ausweichstellen vom Rathaus in der Altstadt zum Bahnhof. Dafür waren Gleise und Wagen der 1888 stillgelegten Pferdebahn der Stadt Oldenburg in Oldenburg angekauft worden. Der Fahrpreis betrug 10 Pfennig, der mit einer Zahlmarke entrichtet wurde.
Ab 1895 besaß die Stadt die Aktienmehrheit. Da sich der Verkehr gut entwickelte, machte die Stadt, die nun fast 20.000 Einwohner zählte, nach zwölf Jahren von ihrem in der Konzession vereinbarten Ankaufsrecht Gebrauch. Am 12. April 1902 wurde die Auflösung der Aktiengesellschaft beschlossen und drei Monate später der Übernahmevertrag zwischen Stadt und Straßenbahngesellschaft unterzeichnet. Ab 17. Juli 1902 betrieb die Stadt die Bahn als Schleswiger Pferdebahn.
1904 wurde überlegt, eine elektrische Straßenbahn einzurichten. Am 5. Juli 1909 erfolgte der Baubeginn, die letzte Fahrt der Pferdebahn fand am 31. Dezember 1909 statt.

### Elektrische Straßenbahn
Die städtischen Kollegien stimmten am 19. September 1907 dem Bau- und Pachtvertrag über die Errichtung eines Elektrizitätswerkes und den Betrieb einer Straßenbahn zu. Vertragspartner war die Allgemeine Elektricitäts-Gesellschaft. Das Werk wurde in der Poststraße 1 errichtet. Die Baufrist betrug nach dem Vertrag zwölf Monate.
Der elektrische Betrieb wurde am 1. Januar 1910 aufgenommen. Die Trasse wurde lediglich nahe dem Bahnhof etwas verändert. Die normalspurige Strecke war eingleisig mit vier Ausweichen angelegt und nunmehr 4,1 Kilometer lang. Den Betrieb führte bis Ende 1924 die AEG, nachdem am 26. April 1923 beschlossen wurde, dass das E-Werk und die Straßenbahn zum 1. Januar 1925 von der Stadt übernommen werden sollten. Der Vertrag mit der AEG war rechtzeitig nach den Bestimmungen gekündigt worden. Am 1. Januar 1925 wurden Elektrizitätswerk, Straßenbahn und Wasserwerk vereinigt und unter der Firma Städtische Betriebswerke geführt.
Am 18. Januar 1933 wurden eine umfangreiche Erweiterung und Instandsetzung der städtischen Anlagen, Hafen, Gaswerk, Wasserwerk, Elektrizitätswerk und Straßenbahn beschlossen. Diese Pläne konnten nach der Machtübernahme Hitlers nicht mehr ausgeführt werden. Durch angeordnete Stromeinsparungen fuhr die Straßenbahn nur noch unregelmäßig und die Fahrgastzahlen gingen zurück. Durch die fehlenden Fahrgeldeinnahmen konnten die Gleise nur notdürftig instand gehalten werden. Der Zustand der Gleise wurde immer schlechter und Betriebsstörungen traten immer häufiger auf, sodass am 12. Juli 1935 beschlossen wurde, die Straßenbahn zu beseitigen und dafür Omnibusse einzusetzen.
Am 26. Mai 1936 wurde die Straßenbahn, die sieben Triebwagen von der Norddeutschen Waggonfabrik Bremen, fünf umgebaute Pferdebahnwagen als Beiwagen, einen Salzstreu- und einen Arbeitswagen besaß, stillgelegt und durch Omnibuslinien ersetzt.